# Българи в Португалия
Българите в Португалия са етническа група, която не присъства при преброяването на населението в страната. Според оценки на МВнР по ЗДОИ през 2011 г. гражданите на България в страната са около 15 000 души. Те са съсредоточени главно в градовете – Лисабон, Порто и Сетубал.

## Организации
В сайта на ДАБЧ на България се посочва, че в Португалия има 3 действащи организации на българите – 1 дружество, 1 учебно заведение и 1 църковна община.
|                                                                                          | Вид              | Адрес                       | Седалище или местонахождение | Година на основаване | Година на закриване | Уебсайт или блог |
| ---------------------------------------------------------------------------------------- | ---------------- | --------------------------- | ---------------------------- | -------------------- | ------------------- | ---------------- |
| Асоциация „Българи“                                                                      | дружество        | Сао Жоао де Ещорил          | Лисабон                      | 2005                 |                     |                  |
| Португалско–българска асоциация „Св. св. Кирил и Методий“                                | дружество        |                             | Лисабон                      | 2009                 |                     |                  |
| Българско неделно училище „Св. св. Кирил и Методий“                                      | учебно заведение |                             | Лисабон                      | 2010                 |                     |                  |
| Българска православна църковна община и Български православен параклис „Св. Иван Рилски“ | църковна община  | Rua do Sacramento a Lapa 31 | Лисабон                      | 2001                 |                     |                  |